# Блатна перуника
Блатна перуника (Iris pseudacorus) е растение от семейство Перуникови. Среща се и в България.

## Разпространение
Видът е разпространен в Средиземноморието, Европа и западната част на Азия.

## Описание
Многогодишно тревисто растение. Височината му е от 75 до 160 cm. Листата са саблевидни и широки. Цъфти през пролетта и началото на лятото.